# HD 108323
HD 108323，又名CD-32 8713，SAO 203477、HR 4735，是一颗恒星，视星等为5.55，位于銀經296.99，銀緯29.76，其B1900.0坐标为赤經12h 21m 35.3s，赤緯-32° 29.76′ 32″。